# Edmonton (Kentucky)
Edmonton é uma cidade localizada no estado americano de Kentucky, no Condado de Metcalfe.

## Demografia
Segundo o censo americano de 2000, a sua população era de 1586 habitantes.
Em 2006, foi estimada uma população de 1620, um aumento de 34 (2.1%).

## Geografia
De acordo com o United States Census Bureau tem uma área de
7,5 km², dos quais 7,4 km² cobertos por terra e 0,1 km² cobertos por água. Edmonton localiza-se a aproximadamente 252 m acima do nível do mar.

## Localidades na vizinhança
O diagrama seguinte representa as localidades num raio de 32 km ao redor de Edmonton.